# Sedlec u Líbeznic
Sedlec (deutsch Sedletz) ist eine Gemeinde in Tschechien. Sie liegt 13 Kilometer nördlich des Stadtzentrums von Prag und gehört zum Okres Praha-východ.

## Geographie

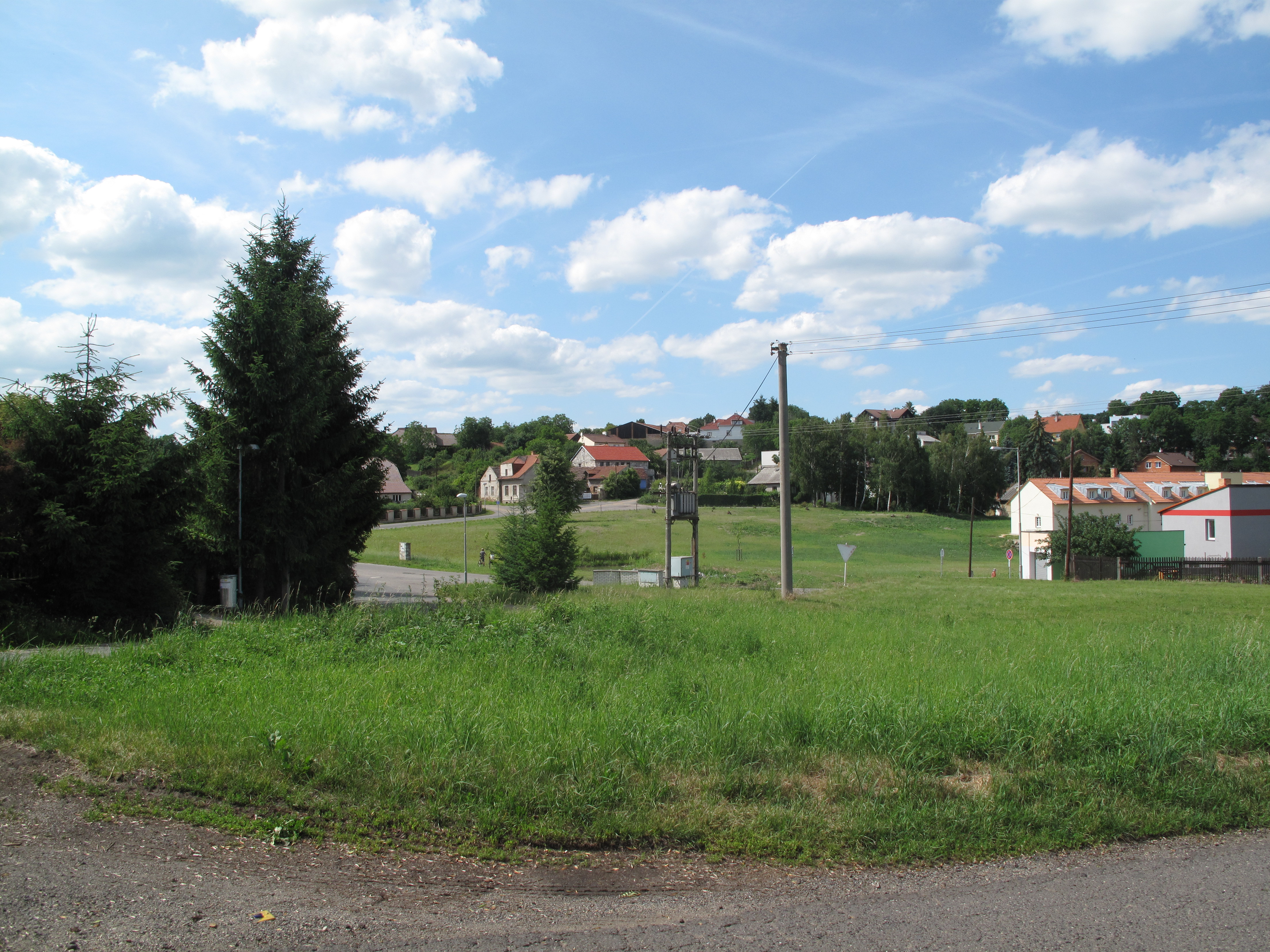
Ortsansicht

Sedlec befindet sich auf der Böhmischen Tafel am Hügel Beckov (302 m). Westlich des Dorfes verläuft die Autobahn D 8/E 55, im Südwesten liegt die Abfahrt 1 „Zdiby“. Südlich führt die Staatsstraße 9 von Líbeznice zur Autobahn.
Nachbarorte sind Panenské Břežany und Baštěk im Norden, Bašť im Nordosten, Líbeznice im Osten, Pakoměřice, Bořanovice und Březiněves im Südosten, Ďáblice und Zdiby im Süden, Zdibsko Klecany im Südwesten, Větrušice im Westen sowie Hoštice und Klíčany im Nordwesten.

## Geschichte
Ursprünglich war das Gebiet an der alten Handelsstraße von Prag nach Norden dicht bewaldet. Der Anstieg aus dem Moldautal auf den Hügel Topolánek war für die schwer beladenen Fuhrwerke schwer zu bewältigen und sie mussten umspannen. Der Topolánek war auch ein bevorzugter Platz von Räubern, die hier leichte Beute machen konnten.
Die erste schriftliche Erwähnung von Sedlec stammt aus dem Jahre 1173. Zu dieser Zeit gehörte das aus zwei Vorwerkshöfen, einem Weinberg und zehn Chaluppen bestehende Dorf dem Kloster Strahov.  Sedlec blieb bis 1410 klösterlicher Besitz. Während der Hussitenkriege eroberten die Prager Sedlec und Bořanovice. Später  gehörte das Dorf der Prager Altstadt. Um 1541 erhielten die Bořanovský von Bytíška das Dorf als Lehn. Nach dem Städteaufstand von 1547 wurde Sedlec konfisziert. Danach folgen häufige Besitzerwechsel. Während des Dreißigjährigen Krieges wurde das Dorf verwüstet. Im 17. Jahrhundert wurde dem Nonnenkloster St. Georg auf dem Hradschin Kloster übertragen und den klösterlichen Gütern in Panenské Břežany angeschlossen. Nach der Aufhebung des Klosters im Zuge der Josephinischen Reformen gehörte Sedlec zur Herrschaft Panenské Břežany. Die Bewohner lebten von der Landwirtschaft.
Ab 1850 bildete Sedlec mit den Ortsteilen Bořanovice und Pakoměřice eine politische Gemeinde im Bezirk Karlín. 1922 bildeten Bořanovice und Pakoměřice eine eigene Gemeinde. Ab 1928 gehörte die Sedlec zum Bezirk Praha-venkov, ab 1946 zum Okres  Praha-sever und seit 1961 zum Okres Praha-východ. 1887 brach in dem Dorf eine Epidemie der Schwarzen Blattern aus, an der mehrere Menschen starben. Während der Zeit des Protektorates Böhmen und Mähren wurde 17 Einwohner von den deutschen Besatzern umgebracht.

## Gemeindegliederung
Für die Gemeinde Sedlec sind keine Ortsteile ausgewiesen.

## Sehenswürdigkeiten
- hölzernes Kruzifix
- Dorfglocke
- Gedenkstein für die Opfer des Zweiten Weltkrieges